# Скрижаль

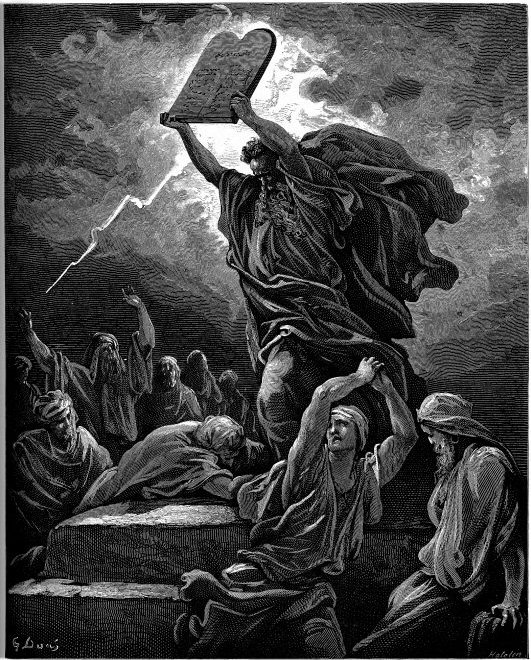
Мойсей зі скрижалями. Гюстав Доре

Скрижа́ль — дошка або таблиця з написаним на ній текстом (переважно священним, культовим). За біблійною оповіддю, 10 заповідей Мойсея були записані на кам'яних табличках з гори Сінай. Під впливом італійського Ренесансу майже в усіх країнах скрижалі почали зображувати як сторінки розкритої книги (з дугоподібною формою верхньої частини). Крім цього скрижалями називають плати, які нашиваються на мантії архімандритів та єпископів.